# Hypoxis pulchella
Hypoxis pulchella är en enhjärtbladig växtart som beskrevs av Guy L. Nesom. Hypoxis pulchella ingår i släktet Hypoxis och familjen Hypoxidaceae. Inga underarter finns listade i Catalogue of Life.